# Tommy Troelsen
Tommy Brian Troelsen (ur. 10 lipca 1940 w Nykøbing Mors, zm. 9 marca 2021) – duński piłkarz grający na pozycji napastnika. W swojej karierze rozegrał 16 meczów i strzelił 5 goli w reprezentacji Danii.

## Kariera klubowa
Całą swoją karierę piłkarską Troelsen spędził w klubie Vejle BK. Zadebiutował w nim w 1957 roku w duńskiej lidze i grał w nim do 1968 roku. W 1958 roku wywalczył z nim mistrzostwo kraju. Z Vejle zdobył też dwa Puchary Danii w latach 1958 i 1959.

## Kariera reprezentacyjna
W reprezentacji Danii Troelsen zadebiutował 26 czerwca 1959 roku w wygranym 4:2 meczu kwalifikacji do igrzysk olimpijskich w Rzymie. W 1960 roku zdobył srebrny medal na tych igrzyskach. W kadrze narodowej od 1959 do 1968 roku rozegrał 16 spotkań i zdobył 5 bramek.